# La casa 3
La casa 3–Ghosthouse (titlu original: La casa 3) este un film italian de groază din 1988 regizat de Umberto Lenzi. Rolurile principale au fost interpretate de actorii Lara Wendel, Greg Scott și Mary Sellers.

## Prezentare
Intriga se concentrează pe o casă pustie, unde viziunile unei fete fantomatice și ale păpușii ei bântuite produc ravagii asupra celor care intră în casă.

## Distribuție
- Lara Wendel - Martha
- Greg Scott - Paul Rogers
- Mary Sellers - Susan
- Ron Houck - Mark Dalen
- Martin Jay - Jim Dalen
- Kate Silver - Tina Dalen
- Donald O'Brien - Valkos
- Kristen Fougerousse - Henrietta Baker
- Ralph Morse - gropar[3]